# Малик-Ізвор (Хасковська область)
Ма́лик-І́звор (болг. Малък извор) — село в Хасковській області Болгарії. Входить до складу общини Стамболово.

## Населення
За даними перепису населення 2011 року у селі проживали 383 особи.
Національний склад населення села:
| Національність   | Кількість осіб | Відсоток |
| ---------------- | -------------- | -------- |
| турки            | 242            | 77,3%    |
| болгари          | 44             | 14,1%    |
| цигани           | 26             | 8,3%     |
| Всього відповіли | 313            |          |

Розподіл населення за віком у 2011 році:
Динаміка населення: